# موسکیرشن
موسکیرشن (به آلمانی: Mooskirchen) یک منطقهٔ مسکونی در اتریش است که در ویتسبرگ واقع شده‌است. موسکیرشن ۱۷٫۹۴ کیلومتر مربع مساحت دارد ۵۲۰ متر بالاتر از سطح دریا واقع شده‌است.